# Euchrysops greenwoodi
Euchrysops greenwoodi är en fjärilsart som beskrevs av D'abrera 1980. Euchrysops greenwoodi ingår i släktet Euchrysops och familjen juvelvingar. Inga underarter finns listade i Catalogue of Life.